# Stadion Marsdijk
Stadion Marsdijk is een  voetbalstadion gelegen in het noorden van de Drentse stad Assen in de gelijknamige wijk Marsdijk. Het stadion is de thuishaven van amateurvoetbalclub Achilles 1894. Het stadion biedt plaats aan 5.000 toeschouwers waarvan 520 zitplaatsen.

## Bijzondere evenementen

### Interlands Oranje (vrouwen) onder de 19 jaar
In september 2015 werd het stadion gebruikt voor het EK kwalificatietoernooi voor vrouwen onder de 19 jaar.
|                        | |       |        |                                                          |
| 15 september 19:30 uur | Nederland | 9 – 0 | Cyprus | Toeschouwers: 450 Scheidsrechter: Fernandes Morais (LUX) |
| 15 september 19:30 uur | 2' Hendriks 16' Folkertsma 21' Hendriks 26' Raaymakers 28' Raaymakers 37' Folkertsma 40' Folkertsma 48' van den Goorbergh 67' Noordam |       |        | Toeschouwers: 450 Scheidsrechter: Fernandes Morais (LUX) |

|                        | |        |          |                                                           |
| 17 september 19:30 uur | Nederland | 12 – 0 | Moldavië | Toeschouwers: 350 Scheidsrechter: Sabayel Gurbanova (AZE) |
| 17 september 19:30 uur | 29' Velzen 38' Admiraal 45+4' Sanders 50' Noordam 60' Verhoeve 69' Koster 75' Verhoeve 78' Koster 82' van der Linden 84' Velzen 90+2' Raaymakers 90+5' Verhoeve |        |          | Toeschouwers: 350 Scheidsrechter: Sabayel Gurbanova (AZE) |

### Interlands Oranje onder de 19 jaar
In maart 2015 zijn in het stadion drie EK-kwalifikatiewedstrijden voor nationale selecties onder 19 jaar gespeeld:
|                    |             |                      |           |                                                        |
| 26 maart 16:00 uur | Zwitserland | 0 – 1                | Noorwegen | Toeschouwers: 2.000 Scheidsrechter: Mitja Žganec (SLO) |
| 26 maart 16:00 uur |             | 50' Bjørn Inge Utvik |           | Toeschouwers: 2.000 Scheidsrechter: Mitja Žganec (SLO) |

|                    |                      |       |                      |                                                       |
| 28 maart 17:00 uur | Nederland            | 1 – 1 | Noorwegen            | Toeschouwers: 2.850 Scheidsrechter: Mr. Delerue (FRA) |
| 28 maart 17:00 uur | 80' Riechedly Bazoer |       | 52' Morten Konradsen | Toeschouwers: 2.850 Scheidsrechter: Mr. Delerue (FRA) |

|                    |                     |       |                                                                      |                                                        |
| 31 maart 19:00 uur | Noorwegen           | 2 – 4 | Servië                                                               | Toeschouwers: 2.000 Scheidsrechter: Mitja Žganec (SLO) |
| 31 maart 19:00 uur | 8' Bjørn Inge Utvik |       | 50' Luka Jović 78' Nemanja Radonjic 83' Ivan Šaponjić 89' Luka Jović | Toeschouwers: 2.000 Scheidsrechter: Mitja Žganec (SLO) |